# Johanna Drucker

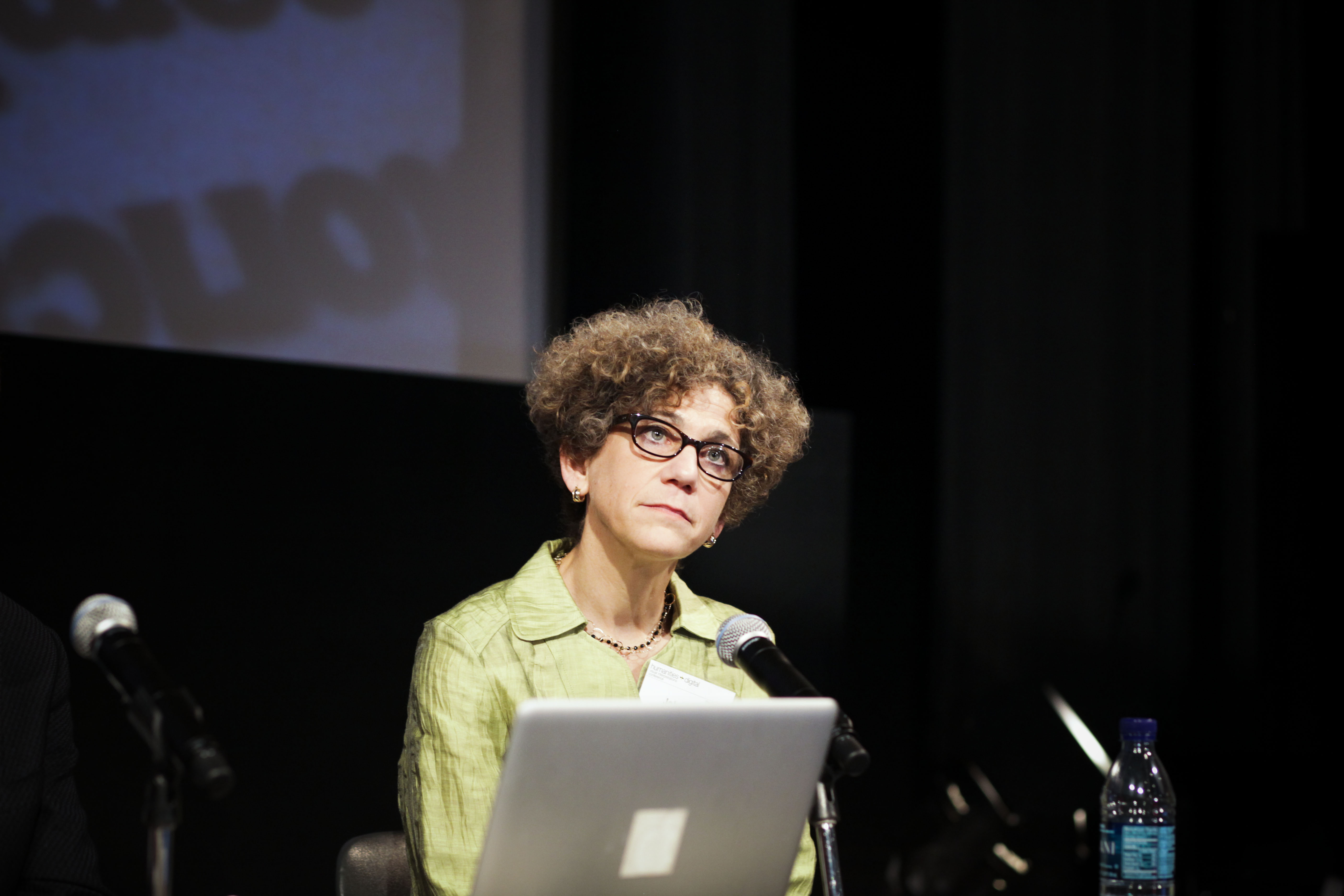
Johanna Drucker bei der HyperStudio’s Visual Interpretations Conference (2010)

Johanna Ruth Drucker (* 30. Mai 1952) ist eine amerikanische Autorin, Buchkünstlerin, visuelle Theoretikerin und Kulturkritikerin. In ihren wissenschaftlichen Veröffentlichungen dokumentiert und kritisiert sie Bildsprache: Buchstabenformen, Typografie, visuelle Poesie, Kunst und digitale Ästhetik. Drucker ist Professorin in der Graduate School of Education and Information Studies der University of California, Los Angeles.
Am California College of Arts and Crafts erhielt Drucker 1973 ihren B.F.A.; an der University of California, Berkeley erwarb sie 1982 einen Master-Grad und 1986 ihren Ph.D. Das Maryland Institute College of Art verlieh ihr 2016 einen Ehrendoktor.
Drucker war Professorin für Medienwissenschaften an der University of Virginia und lehrte am Purchase College, SUNY, Yale University (1994–1998), Columbia University (1989–1994) sowie der Universität von Texas in Dallas.
Drucker war Digital Humanities Fellow am Stanford Humanities Center, Digital Cultures Fellow an der University of California, Santa Barbara sowie Mellon Faculty Fellow in Fine Arts an der Harvard University.
Drucker ist Mitglied der American Academy of Arts and Sciences und Mitglied der American Philosophical Society.

## Schriften (Auswahl)
- Temporal Photography. In: Philosophy of Photography., Band 1, Nr. 1, Intellect Publishers, Spring 2010, S. 22–28. doi:10.1386/pop.1.1.22/7.
- Sweet Dreams. Contemporary Art and Complicity, University of Chicago Press 2006, ISBN 978-0-226-16505-9
- Graphesis. Visual Forms of Knowledge Production, Harvard University Presse 2014, ISBN 978-0-674-72493-8
- Visualization and Interpretation : Humanistic Approaches to Display, MIT Press, 2020, ISBN 978-0-262-04473-8.
- Inventing the Alphabet : The Origins of Letters from Antiquity to the Present, University of Chicago Press 2022, ISBN 0-226-81581-1.